# Marko Šćepović
Marko Šćepović (Servisch: Марко Шћеповић) (Belgrado, 23 mei 1991) is een Servisch voetballer die doorgaans speelt als spits. In juli 2025 tekende hij voor FK Teleoptik. Šćepović maakte in 2012 zijn debuut in het Servisch voetbalelftal. Hij is de broer van voetballer Stefan Šćepović.

## Clubcarrière
Šćepović speelde na het doorlopen van zijn jeugdopleiding bij Partizan bij satellietclub Teleoptik. Daar maakte hij in twee jaar tijd genoeg indruk op Partizan om hem terug te kopen. Bij de topclub groeide hij uit tot een onbetwist basisspeler en in ieder seizoen mocht hij mee de kampioensschaal omhoog houden. Op 6 augustus 2013 werd Partizan, met Šćepović als aanvoerder, uitgeschakeld in de voorronde van de Champions League door Loedogorets (3-1 na twee duels). Na afloop van de 1-0 nederlaag in eigen huis kwam een van de leiders van de harde kern, de Partizan Ultras, het veld op en hij ontnam Šćepović de aanvoerdersband. Op 2 september 2013 vertrok de Serviër naar Griekenland, om een contract te tekenen bij Olympiakos. Die club verhuurde hem aan RCD Mallorca en Terek Grozny. Hierna werd hij nog gestald bij Moeskroen-Péruwelz. In 2016 keerde Šćepović niet terug bij Olympiakos, maar hij verkaste naar MOL Vidi, waar hij zijn handtekening zette onder een verbintenis voor de duur van drie seizoenen. Anderhalf jaar na zijn komst verlengde de Serviër zijn verbintenis met één jaar, tot medio 2020. Dit contract zat hij niet uit, want medio 2019 vertrok Šćepović naar Çaykur Rizespor. Buriram United werd medio 2020 zijn nieuwe club en een half jaar later Omonia Nicosia. Vanaf de zomer van 2022 zat Šćepović een half seizoen zonder club, voor hij tot het einde van de jaargang tekende bij CD Lugo. Na het aflopen van zijn contract keerde hij bij Novi Pazar terug in Servië. Tussen juli 2024 en juli 2025 had hij geen club, voor FK Teleoptik hem contracteerde.

## Interlandcarrière
Zijn eerste wedstrijd in het Servisch voetbalelftal speelde Šćepović op 12 november 2012, toen hij tegen België (0–3 nederlaag) in de tweede helft mocht invallen van bondscoach Siniša Mihajlović. Later, in een WK-kwalificatiewedstrijd tegen Kroatië, mocht Šćepović wel in de basis beginnen.
| Interlands van Marko Šćepović voor Servië | Interlands van Marko Šćepović voor Servië | Interlands van Marko Šćepović voor Servië | Interlands van Marko Šćepović voor Servië | Interlands van Marko Šćepović voor Servië | Interlands van Marko Šćepović voor Servië | Interlands van Marko Šćepović voor Servië |
| №                                         | Datum                                     | Wedstrijd                                 | Uitslag                                   | Competitie                                | Goals                                     |                                           |
| Als speler bij Partizan                   | Als speler bij Partizan                   | Als speler bij Partizan                   | Als speler bij Partizan                   | Als speler bij Partizan                   | Als speler bij Partizan                   | Als speler bij Partizan                   |
| ----------------------------------------- | ----------------------------------------- | ----------------------------------------- | ----------------------------------------- | ----------------------------------------- | ----------------------------------------- | ----------------------------------------- |
| 1                                         | 12 oktober 2012                           | Servië – België                           | 0 – 3                                     | WK 2014 kwalificatie                      |                                           |                                           |
| 2                                         | 14 november 2012                          | Chili – Servië                            | 1 – 3                                     | Vriendschappelijk                         |                                           |                                           |
| 3                                         | 22 maart 2013                             | Kroatië – Servië                          | 2 – 0                                     | WK 2014 kwalificatie                      |                                           |                                           |
| 4                                         | 7 juni 2013                               | België – Servië                           | 2 – 1                                     | WK 2014 kwalificatie                      |                                           |                                           |
| 5                                         | 14 augustus 2013                          | Colombia – Servië                         | 1 – 0                                     | Vriendschappelijk                         |                                           |                                           |

Bijgewerkt op 14 augustus 2025.

## Erelijst
| Competitie        |          |                           |          |          |
| Competitie        | Aantal   | Jaren                     |          |          |
| Partizan          | Partizan | Partizan                  | Partizan | Partizan |
| ----------------- | -------- | ------------------------- | -------- | -------- |
| Superliga         | 3        | 2010/11, 2011/12, 2012/13 |          |          |
| Lav Kup           | 1        | 2010/11                   |          |          |
| Olympiakos        |          |                           |          |          |
| Super League      | 1        | 2013/14                   |          |          |
| MOL Vidi          |          |                           |          |          |
| Nemzeti Bajnokság | 1        | 2017/18                   |          |          |
| Omonia Nicosia    |          |                           |          |          |
| A Divizion        | 1        | 2020/21                   |          |          |